# 프랑스의 문화
프랑스의 문화는 깊은 역사적 사건들과, 외국 및 내부 힘과 그룹, 여러 지리적 요건들에 의해 형성되었다. 프랑스, 특히 파리는 유럽에서 처음으로 17세기 이후 높은 문화의 중심지로서 전세계에서 중요한 역할을 하고 있다. 19세기 후반부터 프랑스는 영화, 패션과 요리에서 중요한 역할을 하고 있다. 프랑스 문화의 중요성은 경제적, 정치적, 군사적 주용성에 따라 수세기에 걸쳐 흥망성쇠하고 있다. 오늘날 프랑스 문화는 큰 지역 및 사회 경제적 차이에 의해 강력한 통합 경향을 나타나고 있다. 

## "프랑스" 문화 정의의 어려움
문화가 어디에서든지 야기된다면, "문화"는 사회화 과정뿐만 아니라 재료 유물을 통해 배운 믿음과 가치로 구성되어 있다. "문화는 그룹 구성원에 의해 공유된 신념, 가치, 규범 및 물질적인 것들의 학습된 조합이다. 문화는 우리가 삶의 전반에 거쳐 그룹에서 배우는 모든 것들로 구성되어 있다."
그러나, "프랑스어"문화의 개념은 특정 문제들을 제기하고 정확하게 무엇을 "프랑스"문화라고 표현할 지에 대한 일련의 가정들을 예측한다. 미국의 문화가 "melting-pot"과 문화적 다양성의 개념을 가정하는 반면, 표현 "프랑스 문화"라는 표현은 특정 지리적 실체를 암시적으로 언급하는 경향이 있거나 (말하는 것처럼, "수도권 프랑스", 일반적으로 해외 부문 제외) 혹은,  인종, 언어, 종교와 지역에 따라 정의 된 특정 역사 사회학적 그룹을 언급하기도 한다. 그러나, "Frenchness"의 현실은 매우 복잡하다. 심지어 18 세기 후반 19 세기 전에, "수도권 프랑스"는 주로 현지 관습과 구체제(앙시앵 레짐)와 프랑스 혁명의 목표들의 통합이 시작되어 온 지역적 차이의  패치 워크이다. 그리고 오늘날의 프랑스는 수많은 고유 외국어, 여러 민족과 종교, 코르시카, 과들루프, 마르티니크와 미국에서 또한 전 세계적으로 프랑스 시민을 포함하는 지역 다양성의 국가로 남아있다.

## 언어
아카데미 프랑세즈는 언어 순도의 공식 표준을 설정한다; 그러나, 강제적이진 않은 이 표준은 심지어 때때로 정부 자체도 무시하기도 한다 : 예를 들어, 아카데미가 좀 더 전통적인 madame le ministre를 추진하는 동안 리오넬 조스팽의 좌파 정부는 몇몇 역할의 여성화 (madame la ministre)를 추진하였다
일부 조치는 프랑스 문화와 프랑스어를 촉진하기 위해 정부에 의해 취해졌다. 예를 들어, 프랑스어 영화를 지원하는 보조금과 특혜 대출 시스템이 존재한다. 이를 추진한 보수적인 문화부 장관의 이름에서 따온 Toubon 법은, 대중을 위해 제작된 광고에 프랑스어를 필수적으로 사용하도록 하였다.
프랑스는 표준 프랑스어와 매우 다른 브르타뉴어(콘월어 웨일스에 가까운 셀틱 언어)와 알자스어(독일어 Alemannic 방언)와 같은 많은 지역의 언어를 인정합니다. 일부 지역의 언어는 오크어와 같은 프랑스어 비슷한 로마어이다. 바스크어는 프랑스어와 전혀 관련이 없고 세계의 다른 언어와도 관련이 없다; 그 지역은 프랑스의 남서쪽과 스페인의 북쪽 경계에 걸쳐있다. 이러한 언어의 대부분은 열정적 인 지지자가 있다. 그러나, 지역 언어의 진정한 맹점은 논쟁의 대상으로 남아있다는 것이다.

## 종교

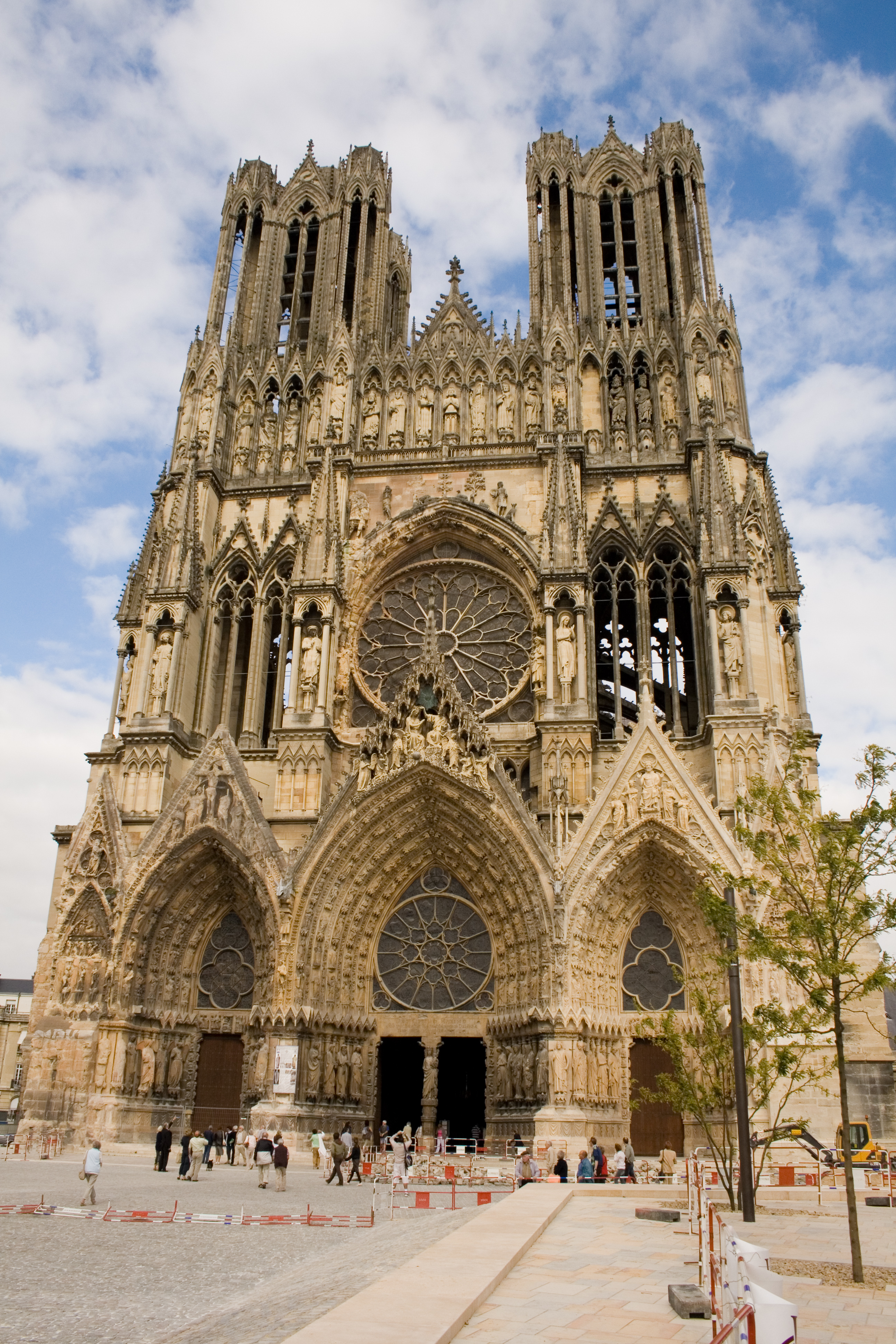
노트르담 대성당

프랑스는 1789년 자유가 시민과 사람의 권리 선언 미덕에 의해 사상과 종교가 보존된 세속적인 나라이다. 공화국은 라이시 테의 원칙에 기반한다. 라이시 테의 원칙은 불가지론과 무신론의 포함을 포함하는 종교의 자유이다. 이는 쥘 페리 법과 국가와 교회의 분리하는 1905년 법에 의해 강제되었고, 제 3공화국(1871-1940)의 시작에 제정되었다. 2007년 1월 여론 조사는 프랑스 인구가 61%가 로마 가톨릭 신자, 무신론 21%, 이슬람교 4 %, 개신교 3 %, 불교 1 %, 유대교 1 %를 구성되고 있다는 것을 보여주었다. 2015년 5월, 르 몽드에 의해 발표된 여론 조사에서, 프랑스 인구의 63 %가 종교없음으로 자신을 드러냈다. 프랑스는 헌법상의 권리로 종교의 자유를 보장하고, 정부는 전반적으로 이를 존중한다. 그룹 간의 폭력 충돌의 긴 역사는 지난 세기 초반에 가톨릭 교회와의 관계를 끊고 완전히 세속적인 공공 부문의 유지에 대한 강한 의지를 채택하는 상태를 이르게 했다.

### 로마 가톨릭교
로마 가톨릭 교회는 프랑스 문화와 프랑스 생활에서 항상 중요한 역할을 하고 있다. 대부분의 프랑스인은 로마 가톨릭 그리스도인들이다. 그러나 그들 중 많은 사람들은 세속이지만 그래도 여전히 천주교에 높은 가치를 부여한다.
1789 혁명전과 19세기의 다양한 비 공화당 정권(왕정복고, 7월왕정과 제2제정) 전반에 걸쳐 있었기 때문에 로마 가톨릭 신앙은 더 이상 국가 종교로 간주되지 않는다. 가톨릭 교회와 국가의 공식 분할("Séparation de l'Eglise et de l'Etat")은 1905년에 일어났다. 그리고 이 시기에, 이 중요한 개혁은 프랑스 급진 공화당의 반교권주의자적인 분위기를 조성했다.
20 세기 초반에, 프랑스는 주로 보수적인 가톨릭 관습을 가진 농촌 나라였지만 그 이후 백년동안, 시골의 인구가 감소되고 있고 세속적인 인구가 증가되고 있다. 2006년 12월에 실시된 파이낸셜 타임스에 발표 된 해리스 인터랙티브 (Harris Interactive)의 여론 조사에 의하면, 프랑스 인구의 32 %가 불가지론로, 추가적으로 32 %는 무신론자로 자신을 표현했으며 하나님 또는 최고 존재를 믿는 사람은 27 %로 밖에 없는 것으로 발견됐다.함 스틸 크리스탄호날두 수

### 개신교
프랑스는 인구의 30 %로 16세기 동안 개혁에 감화했다. 왕자들은 개혁의 결과들에 의존했다. 왕국은 몇몇 문제를 알고 있었지만 프랑스 종교 전쟁이 시작된 것은 특히 1572년 8월24일의 세인트 바르 텔레 미 축일 대학살이다. 그것은 헨리 1세와 가스 공작이 이끄는 가톨릭교와 앙리 드 나바르가 이끄는 개신교 사이의 가장 중요한 프랑스 시민전쟁 중 하나이다. 그는 1589년에 로마 가톨릭교로 개종 한 후 마지막 왕이 되었다.
아버지의 신념에도 불구하고, 앙리 4세의 아들인 루이 13세는 특히 라 로셸의 포위 공격에 의해 대표되는 개신교 대량 학살을 시작했다. 그러한 가혹한 징수는 다른 사람을 위해 자신의 왕국을 떠나 미국지방, 잉글랜드, 남아프리카 공화국 혹은 새로운 세계와 같이 피난처라고 불리는 위그노를 강화했다. 이런 떠남은 17세기 동안 내내 루이 16세에게 시민권을 반환 받은 1787년까지 계속되었다. 실제로, 가혹한 징수 특히 루이 14 세의 통치 기간 동안 정말로 심했다: 그는 프랑스 개신교의 끝인 1685년에 에딧 드 낭트를 불러들였다.

### 이슬람교
가톨릭과 무신론 다음으로 이슬람교는 오늘날 프랑스에서 세 번째로 큰 신앙이다. 그리고 프랑스는 다른 서유럽 국가 중에서 가장 많은 무슬림 인구가 있다. 이것은 1960년대부터 이민 및 프랑스의 영구적인 가족 정착의 결과이다. 이 그룹은 주로, 북 아메리카 (알제리, 모로코, 튀니지, 리비아)와, 낮은 정도로 터키와 서 아프리카 등과 같은 다른 지역으로 구성된다. 프랑스에서 종교적 믿음에 대한 데이터를 수집하는 정부의 인구조사는 금지되지만, 추정 및 여론 조사에 의하면 이슬람교도의 비율은 4%에서 7%이다.

### 유대교
세계 유대인 의회에 따르면 현재 프랑스 내 유대인 사회의 구성원은 60만명이고 Appel Unifié Juif de France에 따르면 50만명이며 주로 파리, 마르세유와 스트라스부르의 대도시 지역에서 발견된다.
프랑스에서 유대인의 역사는 2,000년 이상 거슬러 올라간다. 중세 초기에, 프랑스는 유대인 교육의 중심이었지만, 중세 시대가 지나면서 박해가 증가했다. 프랑스는 프랑스 혁명 동안의 유대인 인구를 해방하는 유럽 최초의 국가였지만, 19세기 후반의 드레퓌스 사건을 보면, 법적 평등에도 불구하고 반유대주의는 문제가 남아 있었다. 그러나 1870 Décret Crémieux을 통해, 프랑스는 프랑스 통치 알제리 유대인에 대한 완전한 시민권을 확보했다. 홀로코스트 동안 모든 프랑스 유대인 1/4의 죽음에도 불구하고, 프랑스는 현재 유럽에서 가장 많은 유대인 인구가 있다.
프랑스 유대인들은 대부분 스파라드 유대인이고 완전히 세속적인 유대인의 큰 부분에 매우 정통 하레디 사회에서 종교 제휴의 범위에 걸쳐 존재한다.
하이

### 불교
불교가 기독교, 무신론, 이슬람교, 유대교 가있다
다음으로 프랑스에서 5번째로 큰 종교가 될 것으로 보고 있다. 프랑스는 농촌 지역에 상당한 크기의 은신처를 포함하여 2백개 이상의 불교 명상 센터를 보유하고 있다. 불교 인구는 주로 현지 프랑스어에서 변형된 상당한 소수들과 “동조자”들과 함께 중국과 베트남 이민자들로 구성되어 있다. 프랑스에서 불교의 인기 상승은 최근 몇 년 동안 상당한 프랑스 미디어 토론과 아카데미의 대상이 되어왔다.

## 주의 역할
프랑스의 주는 전통적으로 정부의 교육적, 언어적, 문화적 그리고 경제적 정책들을 통해 문화를 증진시키고 지지하는 중요한 역할을 해왔다. 또한, 국가적 정체성의 증진에서도 중요한 역할을 해왔다. 이러한 관계의 근접성 때문에 프랑스 내 문화적 변화는 정치적 위기와 자주 연결되어 있다.
프랑스 주와 문화 사이의 관계는 오래되었다. 루이 13세의 장관 리슐리외 통치 아래, 독립적 인 아카데미 프랑세즈는 국가의 감독하에 들어왔고 프랑스 언어와 17세기 문학을 담당하는 공식 기관이 되었다. 루이 14세의 통치 기간 동안, 그의 장관 장바티스트 콜베르는 섬유 및 도자기와 같은 프랑스의 고급 산업을 일으켰다. 17세기 후반 동안 ,왕의 통치와 건축, 가구, 패션, 왕실의 에티켓에 따라(특히 샤토 드 베르사유) 고귀한 프랑스 문화의 발군의 모델(유럽 전역에 걸칠 정도로 큰)이 되었다.
그 당시, 프랑스 주 정책은 다른 차원에서는 이종 프랑스어 정체성 내에서 지역적 차이를 촉진하는 반면, 특정 문화적 규범 주변 국가를 통합하기 위해 노력했다. 통합 효과는 특히 반 성직자주의와 주와 교회의 엄격한 분리(교육 포함)를 지지하고 적극적으로 국가 정체성 증진을 추진하는, 이를 통해 "프랑스 인의 국가로 농민의 나라"를 (역사가 오이겐 웨버가 넣은 것처럼) 바꾸는, 지역주의(지역 언어를 포함)와 싸운 프랑스 제3공화국의 “급진적 기간”과 마찬가지였다. 다른 한편으로는, 비시 정권(비시 프랑스)은 지역 "민속"전통을 증진시켰다.
프랑스 제5공화국(현재)의 문화 정책은 변화되어왔지만, 합의는 이러한 국가 정체성을 훼손하지 않는 한 프랑스 지역주의(음식과 언어 등)의 보존에 대한 필요성에 존재하는 것 같다. 한편, 프랑스의 주는 최근 이민자그룹과 외국 문화, 특히 미국문화(영화, 음악, 패션, 패스트 푸드, 언어 등)로부터 문화적 전통의 “프랑스인”문화로의 통합하려는 양면성을 지니고 있다. 또한, 유럽의 시스템과 미국의 "문화 헤게모니"에서 프랑스의 정체성과 문화의 인식 손실에 대한 어떤 두려움이 존재한다.

### 교육
프랑스의 교육 시스템은 고도로 중앙 집중화되어 있다. 그것은 세 가지 단계로 나뉜다: 미국의 초등학교에 해당하는 초등 교육, 또는 enseignement primaire; 미국에서 중, 고등학교에 해당하는 중등 교육, 또는 collège과 lycée; 고등 교육 (l’université 또는 그랑제꼴).
고등 교육은 공교육과 사교육적 요소를 모두 가지고 있는 반면, 초 · 중등 교육은 대부분 공교육이다. (특히 가톨릭 초 · 중등 교육의 강력한 전국적인 네트워크에서 사립 학교도 존재한다.) 중등 교육의 말에, 학생들은 고등교육을 받을 수 있게 하는 바칼로레아 시험을 치를 수 있다. 2012년 바칼로레아 합격률은 84.5 %였다.
1999-2000년, 교육 지출은 프랑스의 국내 총생산(GDP)의 7%와 국가 예산의 37%에 달했다.
중학교 수준의 수학 및 과학 분야에서 프랑스의 성과는 1995년 국제 수학 및 과학 연구 동향에서 23위를 기록했다.
1881-2년 장관의 이름을 따서 명명한 쥘 페리 법 이후로, 대학을 포함한 모든 국가 지원 학교, (로마 가톨릭) 교회에서 독립적이다. 이러한 기관에서의 교육은 무료이다. 비세속적인 기관 또한 교육을 구성 할 수 있다. 프랑스의 교육 시스템은 책임적으로 독립적인 것과 반대로 사회에 속하는 것을 강조한다는 점에서 북유럽과 미국의 시스템에서 확실히 다르다.
세속적인 교육 정책은 "이슬람 머리 스카프의 사건"에서와 같이, 프랑스 다문화의 최근 이슈에 결정적인 요소가 되고 있다.

### 문화부 장관
문화부 장관은 프랑스 국립 박물관과 기념물을 담당하는 각료의 프랑스 정부안에 있다; 해외와 프랑스의 예술(시각, 플라스틱, 연극, 음악, 무용, 건축, 문학, 텔레비전 방송과 영화) 보호 및 증진; 그리고 국립 문서 보관소 및 지역 "메종 드 컬쳐"(문화 센터) 관리. 문화부는 파리의 팔레 루아얄 (Palais Royal)에 위치하고 있다.
포스트 모던시대 문화부 장관은 1959년 샤를 드 골에 의해 만들어졌다. 첫 번째 장관은 작가 앙드레 말로였다. 말로는 전후 프랑스의 "위엄"("위대함")을 고양시키는 것의 드골주의의 목적을 달성하는 반면, 문화에 대한 접근을 민주화하는 방식으로 "droit à la culture"(“문화에 대한 권리”)--프랑스 헌법과 세계 인권 선언(1948)에 통합되는 아이디어--의 목표를 실현시키려는 목적이 있었다. 이를 위해, 그는 프랑스에 걸쳐 다양한 지역 문화 센터를 만들어 적극적으로 예술을 후원했다. 말로의 예술적 취향은 현대 예술과 아방가르드를 포함하지만, 전반에는 보수적인 성향이 남아 있었다.
Jacques Toubon의 장관은 광고와(모든 광고가 외국 단어의 프랑스어 번역을 포함해야 함) 라디오(40 % 프랑스어 라디오 방송국에 노래는 표면 상 영어의 존재에 반응)에서 프랑스어로 해야 한다는 프랑스어의 보존을 위해 제정된 법("Toubon 법")의 수에 대해 주목할 만하다.

### 아카데미 프랑세즈
아카데미 프랑세즈, 또는 프랑스 아카데미는 프랑스 언어에 관한 문제들에 탁월한 프랑스어 교육의 중심이다. 아카데미는 공식적으로 추기경 리슐리외, 왕 루이 13세의 수석 장관에 의해 1635년에 설립되었다. 프랑스 혁명 중 1793년에 억제되었지만, 그것은 나폴레옹 보나파르트 (아카데미 혁명 동안 억제를 중지하는 것 고려)에 의해 1803 년 복원되었다. 그것은 프랑스 학사 원의 다섯 아카데미 중 가장 오래된 것이다.
아카데미는 immortels (불멸)로 알려진 마흔 명의 회원으로 구성되어 있다. 신입 회원은 아카데미 자체의 회원들에 의해 선출된다. 아카데미 회원들은 생활을 위한 사무실을 보유하지만, 그들은 부정 행위에 의해 제거 될 수 있다. 중심부는 언어 공식 기관의 역할을 한다; 그것은 언어의 공식 사전을 게시하여 부과한다. 그러나 그 판결은 단지 권고이고; 공공 또는 정부 중 하나에 결합하지는 않는다.

### 국방
1996년까지, 프랑스는 젊은 남자에게 국방의 의무를 부여했다. 이것은 더 통합 된 국가 정체성을 촉진하고 지역의 고립주의를 파괴하여 역사 학자에 의해 인정되었다.

### 의료와 복지
프랑스인은 공공 보건 의료 시스템("sécurité sociale"라고 불린다)과 "원천징수" 사회 복지 시스템에 최선을 다하고 있다.
1998년, 프랑스의 건강 지불의 75%는 공공 보건 의료 시스템을 통해 지급되었다. 1999년 7월 27일 이후로, 프랑스에는 프랑스 영주권자를 위한 보편적인 의료 보험이 있다(3개월 이상 안정적으로 거주). 191개 회원국의 보건 시스템을 측정하는 다섯 성과 지표를 사용하여, 프랑스는 이탈리아, 스페인, 오만, 오스트리아, 일본(세계 보건 보고서) 주요 국가 중 다음으로 가장 좋은 전반적인 의료 서비스를 제공하는 것으로 밝혀졌다.

## 생활방식

### 음식과 주류

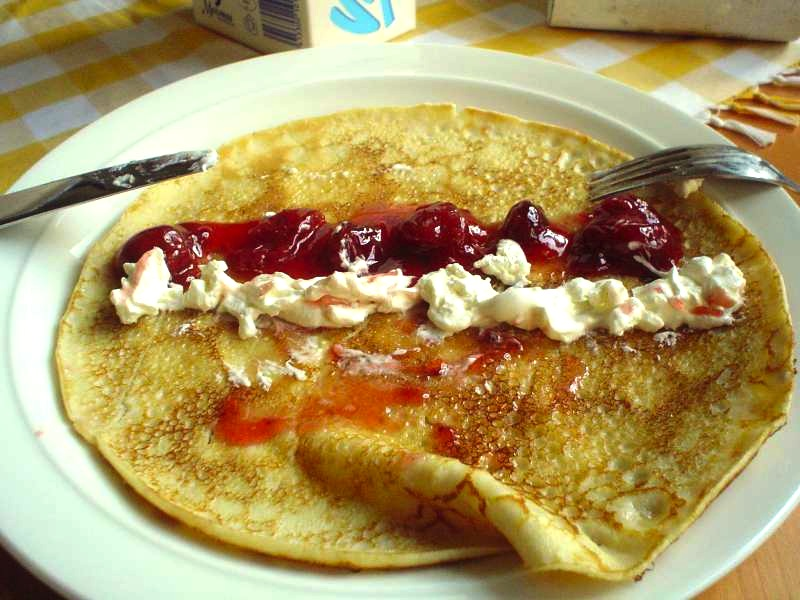
Crêpe opened up

스단은화는 음식의 즐거움에 높은 우선 순위 매긴다. 프랑스 요리는 20세기 조르쥬 오귀스토 에스코피에에 의해 체계화되어, 오트 퀴진(고급 요리)의 근대화를 이루게 되었다. 한편, 에스코피에의 주요 업적은 프랑스 프로방스에서 발견되는 지방 요리를 다수 배제하였다. 20세기 동안과 그 이후로 음식탐방과 미슐랭 가이드는 프랑스의 풍부한 부르주아 요리와 시골요리 등으로 프랑스 시골지방으로 관심을 끄는데 도움을 주었다.
음식 재료와 음식은 지역에 따라 다양하다. 많은 수의 대표적인 향토음식은 그 지방뿐만 아니라, 전국적으로 인기를 지닌다. 한때 지역 음식으로 머물렀던 음식은 프랑스 전역으로 다양한 형태로 등장하게 되었다. 치즈 (프로마주)와 포도주는 프랑스 요리의 주요한 부분을 차지하며, 다양한 품종과 통제화된 명칭 법률인 원산지 통제명칭 와인(Appellation d’origine contrôlée 아펠라티옹 도리진 콩트롤레[*]) 지역적으로 전국적으로 다양한 역할을 담당한다.
프랑스는 일반적으로 우유와 커피, 차 또는 핫초코로 구성된 간단한 아침 식사( "petit déjeuner")를 먹는다. 전통적으로 손잡이가 없는 큰 그릇(“bol”)에 빵 혹은 아침 패스츄리(크로와상)이 제공된다. 점심 식사("déjeuner")와 저녁 식사 ("dîner")는 하루의 주요 식사이다. 정식 네 가지 코스 요리는 코스요리의 시작("entrée), 샐러드, 메인 코스("plat principal"), 그리고 치즈 또는 디저트 코스로 구성되어 있다. 프랑스 요리는 종종 풍부한 디저트와 연관되어 있지만, 대부분의 가정에서 디저트는 과일이나 요구르트로 구성되어 있다.

### 담배와 마약
흡연 연령은 19세 이상이다. 클리셰에 따르면, 흡연은 프랑스 문화의 일부가 되었다. - 실제로 인당 소비의 측면에서, 프랑스 121국가 중에서 단지 60번째이다.
2007년 2월 1일부터 프랑스는 1991년 에빈 법률에 있는 공공 장소에서의 흡연에 대한 기존의 금지를 강화하였다: Law n°91-32 of 10 January, 1991 보관됨 2008-01-15 - 웨이백 머신, 알코올 및 담배 소비에 대한 다양한 조치를 포함.
흡연은 이제 모든 공공 장소(방송국, 박물관, 등)에서 금지된다; 극단적인 조건을 충족한 특별한 흡연 객실, 아래 참조에 대한 예외가 존재한다. 특별 면제는 카페와 레스토랑, 클럽, 카지노, 바 등을 위해 만들어졌으며 2008년 1월 1일에 종료되었다. 여론 조사결과 사람들의 70 %는 금지를 지지하였다. 이전에 구현된 1991년 에빈 법률의 규칙에 따라, 레스토랑, 카페 등은 실제로는 종종 잘 분리되지 않은 흡연과 금연 구역을 제공했다.
새로운 규정에 따라, 흡연 객실은 허용되지만 매우 엄격한 조건을 실시한다: 그들은 건축물의 총 바닥 면적의 최대 20%만을 점유 할 수 있으며, 크기는 35개 이상의 평방 미터를 넘지 않아야 한다; 그들은 공기의 전체를 시간당 열 번 대체할 수 있는 환기장치를 장착해야만 한다; 흡연실의 공기압은 항상 인접한 실내의 압력보다 낮아야 한다; 흡연실은 자동문이 있어야 한다; 어떤 서비스는 흡연 객실을 제공 할 수 없다; 흡연실이 사용된 후 1시간 이내로 청소 및 유지 보수 직원은 방을 들어갈 수 있다.
인기 프랑스 담배 브랜드는 Gauloises와 말보로 등이 있다.
소지, 판매 및 대마초 (주로 모로코 하시시)의 사용은 프랑스에서 불법이다. 1994년 3월 1일 이래로, 대마초 사용에 대한 처벌은 2개월에서 1년 벌금형이다. 반면, 약물 소지, 재배 또는 매매는 10년까지로 훨씬 더 심각하게 처벌 할 수 있다. 소프레스에 의한 1992년 조사에 따르면, 470만명의 12-44세 프랑스인들은 그들의 삶에 한 번 이상 대마초를 흡연한 경험이 있다.

### 스포츠와 취미
축구(프랑스어: 르 풋)은 프랑스에서 가장 인기 있는 스포츠이다. 프랑스에서 인기 있는 다른 스포츠 종목은 럭비 유니언, 사이클, 테니스, 핸드볼, 농구, 보트타기이다. 프랑스는 1998년 FIFA 월드컵을 개최하고 우승한 나라로 주목할 만하고, 매년 자전거 레이스인 투르 드 프랑스를 개최한다. 그리고 테니스 그랜드 슬램 프랑스 오픈 대회를 개최한다. 스포츠를 학교에서 장려하고, 지역 스포츠 클럽은 지방 정부로부터 재정 지원을 받을 수 있다. 축구는 확실히 가장 인기 있는 종목이고, 럭비 유니언과 럭비 리그는 남서부에서 지지를 받는데, 특히 툴루즈 도시 주변에서 인기 있다.
현대 올림픽은 피에르 드 쿠베르탱에 의해 1894년에 프랑스에서 고안되었다.
프랑스 전문 세일링은 단독 출전을 중심으로 하고 쇼트핸디드 대서양 경주는 벤데 글로브의 절정에서 하는 대서양 연안에서 매 4년 마다 시작하는 세계 경쟁 주위 단독 출전하는 스포츠로 구성된다. 다른 중요한 경기는 솔리테르 뒤 피가로, 미니 트렌사트 6.50, 투르 드 프랑스 아 볼리 그리고 루트 뒤 럼이 있다. 프랑스는 1970년대 이후로 아메리카즈 컵에 일반 참가자가 있다.
다른 중요한 운동은 다음과 같다:
- 르망 24시 - 세계에서 가장 오래된 스포츠 자동차 경주.
- 스키 - 프랑스는 Tignes와 같은 프랑스 알프스에서 수많은 리조트가 있다. 스키 리조트는 피레네와 보주 산 체인에 있다.
- 페탕크 - 국제 연맹 IOC에 의해 인정되고 있다.
- 펜싱 - 펜싱은 하계 올림픽에서 프랑스가 금메달을 원하고 있는 스포츠 목록을 리드한다.
- 파르쿠르 - 프랑스에서 개발된 파르쿠르는 자기 방어 또는 무술에 유사성이 있는 분야이다.
- 베이비풋 (테이블 풋볼) - 프랑스 바와 가정에서 매우 인기 있는 취미이다. 그리고 프랑스는 전 세계적으로 테이블 축구 대회의 주된 수상자이다.
- 카이트서핑

프랑스의 다른 문화 영역과 마찬가지로, 스포츠는 정부 부처에 의해 감독되고 있다. 스타드 드 프랑스와 같은 국가 및 공공 스포츠 협회, 청소년 문제, 공공 스포츠 센터와 국립 경기장을 담당하고 청소년 교류 및 스포츠 부서이다.

### 패션
밀라노, 런던, 뉴욕과 함께, 파리는 패션쇼의 중요한 중심지이다. 세계 최대의 패션 하우스 (예: 샤넬)의 일부는 프랑스에 본사가 있다.
패션(라 모드)와 프랑스의 관계는 프랑스 왕실과 왕의 통제하에 점점 놓이게 되고 프랑스 명품 산업이 시작했을 때인 루이 14세의 통치에 유럽의 스타일 결정에 논란이 되었다.
프랑스는 COUTURIER 주택의 확립을 통해 1860년에서1960년사이에 하이 패션(쿠튀르(couture)나 오트쿠튀르(haute couture)) 산업의 지배력을 갱신했다; 패션 잡지(보그]는 1892년에 설립되었다; 엘르는 1945년에 설립되었다.)과 패션쇼. 최초의 현대 파리 COUTURIER 하우스는 보통 1858년에서1895년에 업계를 지배한 영국인 찰스 프레드릭 워스의 작품으로 간주된다.

### 반려동물
2006년, 프랑스 가구의 52%는 적어도 하나의 반려동물을 가졌다: 총 970만 마리의 고양이, 880 만 마리의 개, 230만 마리의 설치류, 800만 마리의 새와 2800만 마리의 물고기가 이 해에 프랑스의 반려동물이였다.

## 교통수단
파리와 같은 매우 도시화된 지역과 작은 도시, 농촌 지역의 차이에 따라 교통에 대한 생활 방식에는 상당한 차이가 있다. 파리와 다른 주요 도시에서는 조금 적게, 많은 가구가 자동차를 소유하고 있지 않고 단순히 효율적인 대중 교통을 사용한다. 파리지앵에 대한 클리셰는 Métro 지하철 러시아워이다. 그러나, 이런 지역 외에는 하나 이상의 자동차를 소유하는 것은 일반적이고 특히 아이가 있는 가정이 그러하다.
TGV(train à grande vitesse) 고속 열차 네트워크는 국가의 여러 지역을 잇고 자체 자금 조달이 가능 한 빠른 철도이다. 향후 몇 년 동안 유럽에서 프랑스의 대부분의 지역과 많은 다른 목적지에 도달 할 계획이 있다. 주요 도시를 잇는 철도 서비스는 일상적이다.

## 휴일
라이시테(laïcité )의 원칙과 프랑스 국가, 공공 및 학교 휴일에서 교회의 분리에도 불구하고, 일반적으로 로마 가톨릭 종교 달력(등 부활절, 크리스마스, 예수 승천 일, 오순절, 성모 승천, 모든 성인의 날 포함)을 따른다. 노동절 및 공휴일은 정부의 법령에 의해 결정하는 유일한 사업 휴일이다; 다른 공휴일 또는 고용주의 합의에 의하여 대회 단체(고용주와 직원 노동 조합 간의 합의)에 의해 부여된다.
공립학교 해의 다섯 휴가 기간은 다음과 같다 :
- 바캉스 드 라 투생(Toussaint)(만성절) - 10월의 마지막 2주.
- 바캉스 드 노엘(Noël)(크리스마스) – 새해가 지나고 2주.
- 바캉스 디부(d'hiver)(겨울) - 2월과 3월에 2주
- 바캉스 드 프란(printemps)(봄),
- 이전 바캉스 드 바쿠(Pâques)(부활절) - 4월과 5월에 2주.
- 바캉스 데테(d'été)(여름), 또는 그랑(grandes) 바캉스(의미: 큰 휴일) - 7월과 8월에 2개월.

5월 1일, 노동절(La Fête du Travail) 프랑스인들은 5월의 꽃인 은방울꽃(Le Muguet)을 주고받는다.
국경일(영어로 바스티유의 날)은 7월 14일이다. 군사 퍼레이드(Défilés du 14 juillet)가 파리의 가장 큰 거리인 샹젤리제 거리에서 공화국 대통령의 앞에서 진행된다.
11월 2일, 위령의 날(La Fête des morts)에 프랑스인들은 전통적으로 떠난 가족의 무덤에 국화를 가져온다.
11월 11일, 현충일(Le Jour de la Commémoration or L' Armistice)는 공식 휴일이다.
크리스마스는 일반적으로 프랑스에서는 전통적인 식사(일반 요리는 oysters, boudin blanc과 bûche de Noël을 포함)와 함께 선물을 열어보거나 자정 미사에 참여하면서(그 해 다른 시간에 교회에 가지 않은 가톨릭 신자들과 함께) 크리스마스 이브에 축하한다.
성촉절(주의 봉헌축일)(La Chandeleur)은 크레페(crêpes)와 축하한다. 유명한 얘기는 요리사가 다른 손에 동전을 다른 손에 있는 크레페와 전환 할 수 있으면, 가족이 한 해 동안 번영이 보장된다는 점이다.
앵글로 색슨과 미국의 할로윈 휴가는 무역 협회에 의해 1990 년대 중반에 도입 된 다음 인기가 성장했다. 성장은 다음 10년 동안 멈춘 것 같다.

## 같이 보기
- 프랑스의 인구
- 프랑스 사람 목록
- 프랑스의 세계유산